# Folke Bohlin
Folke Ivar Reinhold Bohlin (Göteborg, 20 marzo 1903 – Västra Frölunda, 12 giugno 1972) è stato un velista svedese.

## Palmarès

### Olimpiadi
- 2 medaglie:
  - 1 oro (Melbourne 1956 nella classe Dragon)
  - 1 argento (Londra 1948 nella classe Dragon)